# Stephen L. Hauser

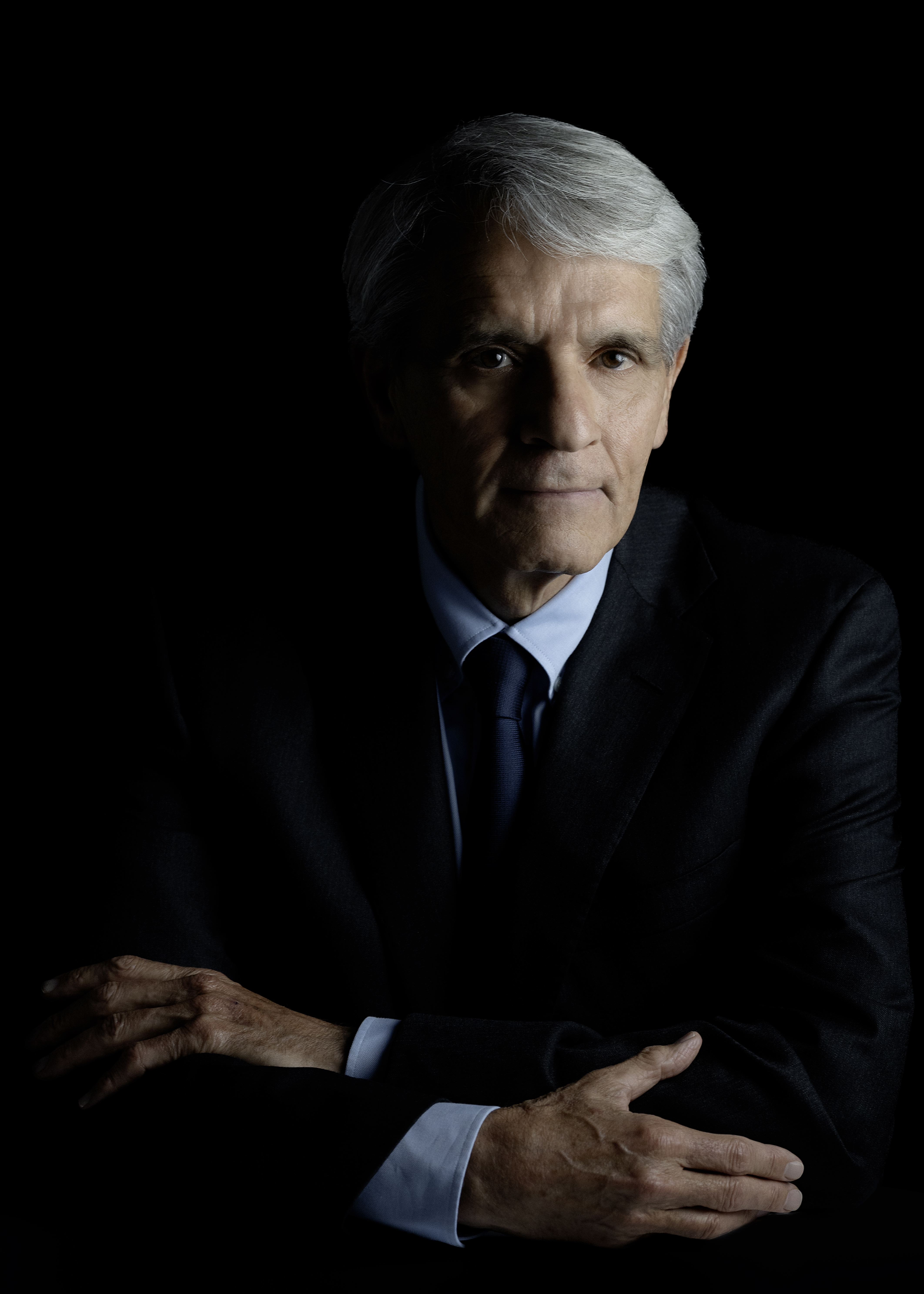
Stephen L. Hauser (2025)

Stephen L. Hauser (* 1949) ist ein US-amerikanischer Neurologe und Immunologe (Neuroimmunologie) an der University of California, San Francisco. Er ist vor allem für seine Arbeiten zur Multiplen Sklerose (MS) bekannt.

## Leben und Wirken
Stephen L. Hauser studierte zunächst am Massachusetts Institute of Technology (Bachelor in Chemie, 1971) und erwarb 1975 an der Harvard University den M.D. als Abschluss des Medizinstudiums. Seine Ausbildung in Innerer Medizin absolvierte er am New York Hospital der Cornell University, die in Neurologie bei Raymond D. Adams am Massachusetts General Hospital, die in Immunologie an der Harvard Medical School (HMS) und am Institut Pasteur in Paris. Er gehörte zum Lehrkörper der HMS, bevor er 1992 an die University of California, San Francisco (UCSF) wechselte. Hier ist er (Stand 2025) Professor für Neurologie und Direktor des UCSF Weill Institute for Neurosciences.
Hausers Arbeiten trugen maßgeblich zum heutigen Verständnis der demyelinisierenden Erkrankung Multiple Sklerose (MS) bei. Er entwickelte das erste geeignete Tiermodell für die MS und identifizierte das Myelin-Oligodendrozyten-Glykoprotein als MS-Autoantigen. Seine Arbeiten zur Genetik der MS führten zu einer umfassenden Kartierung der MS-Suszeptibilitätsgene. Hauser identifizierte B-Lymphozyten als den Treiber der Zellschädigung bei MS und trug zur Entwicklung von Therapien bei, die auf der Entfernung der B-Lymphozyten beruhen, darunter Ocrelizumab und Ofatumumab.
Stephen L. Hauser hat laut Google Scholar einen h-Index von 133, laut Datenbank Scopus einen von 110 (jeweils Stand Juni 2025). Er gehört zu den Autoren und Herausgebern des internistischen Standardwerks Harrison’s Principles of Internal Medicine („der Harrison“) und gehörte zu den Herausgebern von Annals of Neurology. US-Präsident Barack Obama berief ihn in seine Kommission zur Behandlung bioethischer Fragen.

## Auszeichnungen (Auswahl)
- 1997 Mitglied der American Academy of Arts and Sciences[1][7]
- 1999 Mitglied des Institute of Medicine (heute National Academy of Medicine)[8]
- 2006 Präsident der American Neurological Association[9]
- 2025 Breakthrough Prize in Life Sciences (gemeinsam mit Alberto Ascherio)[2][3]